# Штаймле, Ойген
Ойген Карл Штаймле (нем. Eugen Karl Steimle; 8 декабря 1909, Нойбулах, Германская империя — 6 октября 1987, Равенсбург, ФРГ) — штандартенфюрер СС, командир зондеркоманды 7a в составе айнзацгруппы B и зондеркоманды 4а в составе айнзацгруппы C, подразделений, осуществлявшей массовые убийства на оккупированных территориях Советском Союзе.

## Биография
Ойген Штаймле родился 8 декабря 1909 года в Нойбулахе в крестьянской семье. Посещал народную школу и реальное училище в Пфорцхайме, где сдал экзамены на аттестат зрелости. Изучал историю, германистику, философию и французский язык в университетах Тюбингена и Берлина. В 1929 году в Тюбингене стал членом объединения «Норманния». В мае 1935 года сдал первый учительский экзамен, а в марте 1936 года сдал второй государственный экзамен. 
1 мая 1932 года вступил в НСДАП (билет № 1075555). В том же году присоединился к Штурмовым отрядам (СА) и национал-социалистическому союзу студентов. В 1933/1934 году был руководителем студенческого сообщества в университете Тюбингена. С 1934 по 1936 год занимал должность студенческого руководителя в гау Вюртемберг-Гогенцоллерн. В апреле 1936 года с переходом в СС (№ 272575) поступил на службу в аппарат СД. В сентябре 1936 года возглавил отдел СД в Штутгарте. С 1939 по 1943 год руководил лейтабшнитом СД в Штутгарте.
С 7 сентября по 10 декабря 1941 года был командиром зондеркоманды 7а в составе айнзацгруппы B. В течение двух месяцев его подразделение уничтожило 500 евреев. С августа 1942 по январь 1943 года был начальником зондеркоманды 4а, входившей в состав айнзацгруппы C. После возвращения в Германию в 1943 году возглавил отдел VI B Главного управления имперской безопасности (РСХА), отвечающий за германо-итальянскую сферу влияния в Европе, Африке и на Ближнем Востоке. В 1944 году ему было присвоено звание штандартенфюрера СС.

### После войны
После окончания войны скрылся под псевдоним Герман Бурлах у крестьянина в Гроссхёхберге, где был арестован 1 октября 1945 года. 10 апреля 1948 года на Нюрнбергском процессе по делу об айнзацгруппах был приговорён к смертной казни через повешение. Когда его спросили на процессе, сколько человек было убито в городе Великие Луки, он сначала заявил, что не знает. Позже, по настоянию прокурора Бенджамина Ференца, он ответил: «Я думаю, что меньше тысячи». В суде Штаймле пытался переложить ответственность за эти действия, с одной стороны, на приказы фюрера, а с другой - на своих подчиненных, которые должны были проводить розыск. По приказу Штаймле были расстреляны три молодые женщины, которые были отнесены к партизанам. В суде Штаймле мог ссылаться только на предположения, на основании которых он оправдывал свои преступления. 
В январе 1951 года смертный приговор был заменён на 20 лет заключения. 28 июня 1954 года был освобождён из Ландсбергской тюрьмы. После освобождения Штаймле стал учителем немецкого языка и истории в старшей школе частной гимназии в Вильгельмсдорфе. Департамент школьного образования в Тюбингене запретил Штаймле осуществлять преподавательскую деятельность в государственных учебных заведениях. Попытки Штаймле вернуться на государственную службу остались безуспешными. В 1975 году он вышел на пенсию.